# Sudan III
Sudan III ou mais raramente sudão III é um corante azóico lisocrômico (corante soluvel em gorduras).

## Obtenção
É obtido pela diazotação do amarelo de anilina e posterior copulação com o 2-naftol.

## Usos
É usado para coloração de triglicerídeos em seções fixadas, e algumas proteínas ligadas a lipídios e lipoproteínas em seções montadas em parafina. Tem a aparência de cristais castanho-avermelhados e uma absorção máxima a 507(304) nm.
Sudan III é um corante usado para a coloração ao Sudan. Corantes similares incluem vermelho ao óleo O, Sudan IV, e Preto Sudan B.
Na indústria, é utilizado para colorir substâncias não polares como óleos e gorduras, ceras e graxas, vários derivados de hidrocarbonetos produtos, e emulsões de acrílicos.

## Segurança
Sudan I, Sudan III, e Sudan IV tem sido classificados como carcinogênicos de categoria 3 pela International Agency for Research on Cancer.
Seu frases de risco e de segurança são S22-S24/S25.